# San Andrés (Junquera de Ambía)
San Andrés es una aldea española situada en la parroquia de Armariz, del municipio de Junquera de Ambía, en la provincia de Orense, Galicia.

## Demografía
| Gráfica de evolución demográfica de San Andrés entre 2000 y 2022 |
|                                                                  |
| Datos según el nomenclátor publicado por el INE.                 |